# Джонстаун (Гайана)
Джо́нстаун (англ. Jonestown) — идейная община религиозной организации «Храм народов», существовавшая на северо-западе Гайаны в 1974—1978 годах. Названа в честь своего главы и основателя, Джима Джонса. Посёлок получил всемирную известность из-за того, что 18 ноября 1978 года здесь погибло 913 человек (среди которых один американский конгрессмен).
Подавляющее число погибших, 909 сектантов, среди которых было более 200 детей, совершили т. н. «революционное самоубийство» (англ. revolutionary suicide). Массовое отравление цианидом было произведено после того, как по приказу Джима Джонса было расстреляно пять человек в городке Порт Каитума. Среди жертв был и конгрессмен США Лео Райан. Двое сектантов покончили жизнь самоубийством, находясь в столице Гайаны — Джорджтауне, предварительно застрелив двух своих детей. После трагедии посёлок Джонстаун превратился в город-призрак и в середине 1980-х годов был практически полностью уничтожен пожаром.

## Основание Джонстауна

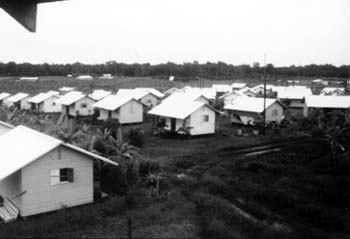
На фотографии 1979 года

В 1970-е годы в американской прессе стали появляться публикации о том, что «Храм народов» (основанный ещё в 1955 году) является деструктивным культом, зомбирующим своих адептов. Родственники членов «Храма» требовали от властей проведения расследования деятельности основателя «Храма» — Джима Джонса. В этих условиях Джонс принял решение покинуть США и обосноваться в Южной Америке.
В 1974 году в джунглях Гайаны, на взятом в аренду участке площадью 3852 акра (15,59 квадратных километра), несколько членов «Храма народов» основали поселение, названное в дальнейшем Джонстаун, по имени главы движения. В 1977 году Джим Джонс вместе со своими последователями (более 900 человек) переехали в это поселение.
В Джонстауне члены «Храма народов» занимались очисткой и облагораживанием территории, выращиванием сельскохозяйственных культур. В посёлке были построены: лесопилка, клуб, детский сад, ясли. Жителям посёлка приходилось достаточно много работать (по 11 часов в сутки), по вечерам они устраивали собрания или обучались.
По поводу реальной жизни рядовых членов движения в посёлке существуют разные мнения. За время существования посёлка его посетило множество людей, оставивших преимущественно положительные отзывы о быте обитателей Джонстауна. На магнитофонных записях ежевечерних собраний, которые делал Джонс, слышны шутки, смех, что эти отзывы отчасти подтверждало. Однако некоторые бывшие поселенцы заявляли о многочисленных нарушениях прав человека в Джонстауне, пытках, суровых телесных наказаниях за провинности и что Джонс и его окружение страдают от наркотической зависимости. Возникло движение «Озабоченные родственники», старавшееся привлечь внимание общественности и властей США к ситуации внутри Джонстауна, в котором ведущую роль играл Тим Стоун, бывший адвокат «Храма народов», изгнанный оттуда по обвинению в связях с ЦРУ.
Руководство поселения, чувствуя шаткость своего положения, решило установить контакты с посольством СССР, по итогам которого было подано прошение об эмиграции, получены бланки анкет и заявлений о переходе в советское гражданство. Были организованы курсы русского языка, и к моменту посещения коммуны консулом Тимофеевым многие уже могли общаться по-русски. Представители коммуны даже были приглашены на приём в посольство, что произвело неприятное впечатление на дипломатов США.

## Визит Лео Райана

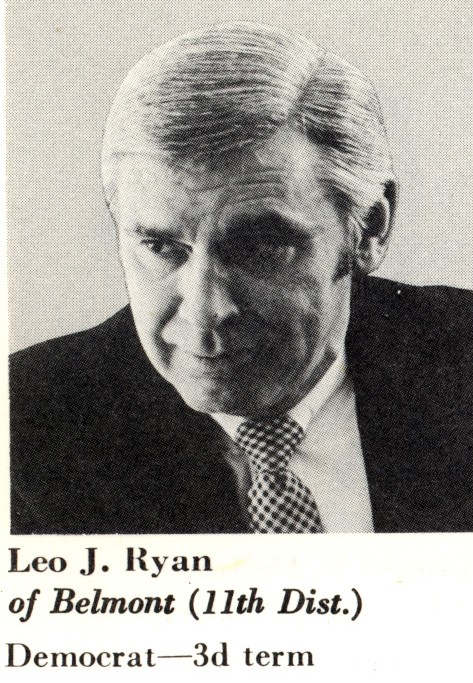
Конгрессмен Лео Райан

Член Палаты представителей США от Калифорнии Лео Райан, под давлением движения «Озабоченные родственники», решил посетить Джонстаун, чтобы своими глазами увидеть, что происходит в поселении, и насколько верны страшные слухи об этом месте. Для объективности он решил взять с собой несколько журналистов и представителей организации родственников. Коммуной известие о предстоящем визите было встречено с опаской, было принято решение, что жители коммуны не должны общаться с конгрессменом, 9 ноября практически всеми взрослыми членами общины была подписана петиция против визита, где конгрессмен обвинялся в поддержке военной помощи диктатору Чили Пиночету. Исследователи считают этот документ свидетельством общего решения его убить. Тем не менее, когда конгрессмен прибыл в Гайану, коммуна решила сделать всё возможное, чтобы произвести на него хорошее впечатление.
17 ноября 1978 года группа визитёров прибыла в поселение. Представитель коммуны Шэрон Амос, опасаясь провокаций, заявила консулу СССР Тимофееву, что одновременно с конгрессменом из США в Гайану прибыла группа крепких молодых мужчин-туристов в 50-60 человек, встречавшихся с Тимом Стоуном, которого она считала агентом ЦРУ. Они остановились в отелях «Парк» и «Тауэр» и арендовали «для своих целей» самолёты. В течение двух дней конгрессмен знакомился с жизнью посёлка. В честь гостей был устроен праздничный концерт. Все жители выглядели довольными жизнью и положением. Тем не менее на предложение конгрессмена уехать вместе с ним ответили согласием Эл Симонс с детьми и семья Парксов (мать семейства, Патрисия Паркс, первоначально не соглашалась, её пришлось уговаривать), потом к ним присоединился ещё один член общины, Лэрри Лэйтон (Larry Layton).
Один из сопровождавших Райана журналистов, Чарльз Краузе, вспоминал:
Назад возвращалось на 16 человек больше, семьи Парксов и Боггса, В. Госней, М. Багби и Л. Лейтон. Джонс выдал всем желающим вернуться паспорта и 5 тысяч гайанских долларов на проезд домой... Я скорее восхищался целями Джонса, чем критиковал их. «Храм народов» не произвел на меня впечатления организации фанатиков... Ни один житель посёлка, в том числе возвращавшиеся, не привёл никаких доказательств, что 900 жителей Джонстауна умирают с голоду, страдают от плохого обращения или удерживаются там против своей воли. Эдит Паркс, одна из уехавших с нами, сказала мне, что она вернется в Джонстаун после того, как навестит свою семью в Калифорнии. Сотни людей, которые добровольно остались, выглядели очень довольными своей жизнью.
Ещё находясь в поселении, Райан подвергся нападению Дона Слая (англ. Don Sly), одного из членов общины. Он подошёл к Райану сзади и обхватил его, приставив к горлу нож. Силами других членов общины нападавшего обезоружили. Конгрессмен не получил серьёзных ранений, на шум подошёл Джонс и спросил, повлияет ли инцидент на общие впечатления от Джонстауна. Райан, естественно, был возбуждён, но ответил: «нет, всего не меняет, только частности». Джонс распорядился задержать покушавшегося и немедленно сообщить о случившемся в полицейский участок в Порт-Кайтума. Однако впоследствии Слай куда-то исчез.

## Инцидент в аэропорту
Для отправки всех желающих Райан вызвал дополнительный шестиместный самолёт Cessna 206, так как в 19-местном самолёте DHC-6 Twin Otter, на котором прибыл конгрессмен, все желающие поместиться не могли. Лео Райан и сопровождающие его лица покинули Джонстаун в 17 часов 18 ноября и направились на ближайший аэродром в посёлке Порт-Кайтума. В группе были: Лео Дж. Райан (англ. Leo J. Ryan) с помощницей Джеки Спайер (англ. Jackie Speier), заместитель начальника въездной службы посольства США в Гайане Ричард Дуайер (англ. Rychard Dwyer), девять сотрудников американских СМИ, из них четыре сотрудника NBC (Боб Флик, Дон Харрис, Боб Браун, Стив Сунг), пять журналистов печатных изданий: Тим Рейтерман и Грегг Робинсон из The San Francisco Examiner, Рональд Яверс из San Francisco Chronicle, фрилансер Гордан Линдси, Чарльз Краузе из Washington Post, четыре представителя «Озабоченных родственников» (Беверли Оливер, Стив Кацарис, Джим Кобб, Кэролин Бойд), 16 членов коммуны (Бренда, Джеральд, Трэйси, Дэйл, Эдит и Патрисия Парксы; Хуанита, Том, Эдит, Тина и Джеймс Богё; Моника Бэгби; Гарольд Корделл; Верн Госни; Крис О`Нил; Ларри Лейтон (англ. Larry Layton)). Сразу же после отбытия группы Джонс созвал общее собрание, чтобы информировать о завершении визита и о возможных последствиях.
В 18 часов, после прибытия в аэропорт, группа начала готовиться к отбытию. В этот момент к взлётной полосе аэропорта подъехал грузовик и трактор с прицепом, из которого выскочили вооружённые люди и открыли огонь на поражение. Через пять минут эти люди залезли обратно в прицеп и трактор скрылся. Корреспондент Washington Post Чарльз Краузе рассказывал:
Эй, смотрите! — воскликнул кто-то, указывая вдаль. Через взлётную полосу ехали грузовик и трактор с платформой. Тем временем к самолётам приближались трое неизвестных. Они выглядели агрессивно... Но я не очень тревожился, потому что местная полиция была здесь... Боб Браун и Стив Санг нацелили свои камеры на трёх приближающихся мужчин, которые оттолкнули нескольких гайанцев... выхватили винтовку у оторопевшего гайанского полицейского... И тут началась стрельба. Раздались крики. Я... побежал вокруг хвоста самолёта, миновал группу NBC, ведущую съёмки, и спрятался за колесо... Кто-то упал на меня и скатился... Я понял, что ранен... Ещё чьё-то тело упало на меня и скатилось... Беспомощно я лежал... Ждал выстрела в спину. Стрелявшие хорошо делали своё дело, добивая раненых в упор... Как я миновал смерти, я никогда не пойму... На взлётной полосе находился ещё один самолёт, который должен был доставить ... «озабоченных родственников» и тех, кто покинул коммуну. После начала стрельбы самолёт пытался взлететь. Но в салоне открыл стрельбу Ларри Лейтон. Он ранил Монику Багби и Вернона Госнея. Потом пистолет заклинило, и Паркс смог выбить его из рук Лейтона.
Поселенец Ларри Лэйтон, который присоединился к отъезжающим под предлогом того, что Джонс сошёл с ума и хочет убить участников экспедиции, успел убить двоих, ещё одного ранить, прежде чем его удалось разоружить. Из 30 человек было убито пять: конгрессмен Лео Райан, корреспондент NBC Дон Харрис, оператор NBC Боб Браун, фотограф San Francisco Examiner Грег Робинсон и член коммуны Патриция Паркс. Один из застреленных журналистов, Боб Браун (англ. Bob Brown), снимал нападение на камеру до тех пор, пока не был смертельно ранен выстрелом в голову. Видеозапись нападения сохранилась. Журналист Тим Райтерман (англ. Tim Reiterman), который находился на взлётной полосе, сделал ряд фотографий, на которых были запечатлены последствия атаки. Самолёт Otter получил значительные повреждения и не мог лететь. Cessna улетела в столицу, её пилот сообщил диспетчеру по радио о случившемся. Оставшиеся члены группы добрались до Порт-Кайтума, где провели ночь, а затем, на следующий день, были эвакуированы самолётом гайанских ВВС, прибывшим через 10 часов после трагедии.

## Массовое самоубийство
В тот же вечер, 18 ноября 1978 года, Джим Джонс провёл обычное собрание, запись которого также сохранилась и являлась одной из основных улик ФБР в этом деле. Согласно записи, Джонс сказал, что конгрессмен убит, что самолёт упадёт в джунгли, так как на его борту находится человек, который убьёт пилота; и что теперь, после случившегося, жизнь уже не будет такой как раньше. Он сказал, что теперь их точно не оставят в покое, и единственный выход из ситуации — это совершить «революционный акт самоубийства». Серьёзные возражения возникли только у Кристин Миллер (англ. Christine Miller), которая пыталась убедить всех, что суицид — не выход, и предложила связаться с «русскими» для обсуждения возможности немедленной отправки общины в СССР. Джонс отверг предложение, аргументировав это тем, что уже слишком поздно и никто на помощь к ним не придёт, а также что жить в таком мире невозможно и суицид — это единственное возможное в данной ситуации решение. Его поддержали многие члены общины. По указанию Джонса был приготовлен бак, заполненный виноградным напитком «Flavor Aid», в который добавили смесь антигистаминных средств дифенгидрамина и прометазина, нейролептика хлорпромазина, противомалярийного хлорохина, снотворных хлоральгидрата и диазепама и сильнодействующего яда цианида калия. Первыми напиток дали детям. На записи Джонс убеждал людей, что смерть — это лишь шаг дальше, в следующую жизнь, объяснил, что не будет ни конвульсий, ни агонии, переход произойдёт безболезненно. Глядя на то, как умирают их дети, взрослые почти не колебались и принимали яд. Официальная версия также допускает вероятность того, что не все принимали яд добровольно, и что многих заставили выпить отравленный напиток силой.
В итоге в результате акта коллективного суицида погибло 909 человек, включая 270 детей. Джим Джонс и Энн Мур (англ. Anne Moor) были обнаружены застреленными. Осталось неясным, было ли это самоубийство или их застрелили. Чуть позже представитель поселения Шарон Амос была обнаружена в своей квартире в Джорджтауне убитой ножом, вместе со своими детьми, у которых было перерезано горло. Считается, что это сделала она сама, но консул СССР в Гайане Тимофеев впоследствии утверждал, что перед смертью она звонила ему и передала его жене, что получила радиограмму, что Джонстаун окружён войсками и над ним кружат военные вертолёты, что в её квартиру ломятся, и просила вызвать полицию (сторонники одной из конспирологических версий событий обвиняют в её убийстве Э. Блейки, считая его внедрённым в общину агентом ЦРУ). Итого 18 ноября в Гайане погибло 913 человек, имеющих отношение к Джонстауну.
Около 80 членов коммуны в тот вечер спаслось. Часть из них — это те, кто ушёл с конгрессменом, кое-кто не присутствовал на собрании, а часть людей решила не разделять судьбу самоубийц и покинула лагерь утром.
Кристин Миллер оказалась в числе тех, кто погиб. Лэрри Лэйтон позднее был признан невиновным гайанским судом. Позже он был экстрадирован в США, где был арестован и посажен в тюрьму. Он оказался единственным человеком, понёсшим ответственность за события того дня. В 2002 году он был досрочно освобождён.

### Версия об убийстве

Последствия массового самоубийства

Трагедия в Джонстауне была неоднозначно воспринята мировой общественностью и породила множество теорий заговора. В социалистических странах получила распространение версия, что члены коммуны были убиты агентами ЦРУ по заданию правительства США, чтобы не допустить переезда коммуны в СССР, где Джонс мог бы безнаказанно осуществлять антиамериканскую пропаганду.
Развитию этой версии способствовали обстоятельства, при которых случилась трагедия: напряжённая международная обстановка, неточности в показаниях свидетелей и сомнения в достоверности улик. Тот факт, что первые данные о случившейся трагедии поступили от ЦРУ, многими сторонниками альтернативных версий воспринимается с подозрением. Среди прочих моментов, которые отмечают сторонники альтернативных версий, можно назвать следующие:
- Число обнаруженных жертв, судя по поступающим из Гайаны данным, росло с каждым днём исследования лагеря. Сначала 346, 405, 775, 800, 869, 910, 912 и, наконец, 918[15]. Защитники официальной версии объясняли это тем, что, в частности, детские тела были скрыты под телами взрослых и не были видны сразу. Скептики считают, что даже при таком объяснении в первый день число обнаруженных тел должно было быть не менее 600.
- Из более чем 900 тел вскрытию подверглись только 6, не считая тела самого Джонса. Сам факт того, что не было проведено вскрытие всех тел, вызвал массу подозрений у скептиков, ведь правительственные органы США, согласно закону, были обязаны провести вскрытие каждого тела. Более того, перед отправкой тел на экспертизу прошло более четырёх дней, что, учитывая тропический климат Гайаны, препятствовало объективному анализу тел на предмет определения причины смерти[источник?].
- Ещё на территории Джонстауна, в рамках расследования, проводимого гайанскими властями, главный патологоанатом страны доктор С. Л. Муту (англ. Cyril Leslie Mootoo) работал над анализом причины смерти жителей коммуны, исследуя тела. Он пришёл к выводу, что более 700 человек были убиты. К ним он относит детей, которые юридически не могли самостоятельно принять решение о самоубийстве и по умолчанию попадают в эту категорию; а также некоторых взрослых, на спинах которых обнаружились следы от инъекций. По словам доктора Муту, эти следы свидетельствуют о том, что этим людям вводили цианид против их воли[источник?].
- Большинство документов, касающихся расследования этой трагедии, было засекречено[источник?].

По поводу убийства конгрессмена в аэропорту также высказывались сомнения[кем?], не было ли оно устроено группой «туристов» из США, которая вылетела «для осмотра местности» из Джорджтауна за пять часов до инцидента.
Многим[кому?] кажется недостоверным сам факт, что такое число людей могло совершить коллективное самоубийство.

## В кино
- «Три дня в Джонстауне» (2007)
- «Вуаль» / The Veil (2016)

Также Джим Джонс упоминается в 7 сезоне сериала «Американская история ужасов», заставляя людей принять яд. Джонстаун упоминается в 6 эпизоде 4 сезона сериала «Секретные материалы».
- «Таинство» (2013)
- «Бойня в Джонстауне» (Jonestown: Terror in the Jungle), документальный фильм 2018 года.

## В компьютерных играх
- Outlast 2 (2017), по словам сооснователя студии-разработчика (Филипп Морин), в значительной степени основана на событиях в Джонстауне[16][17].
- События в Джонстауне являются предполагаемым прототипом основной повествовательной линии видеоигры Far Cry 5 (2018).

## В музыке
- Песня «Guyana (Cult of the Damned)» группы Manowar, вышедшая в 1984 году в альбоме Sign of the Hammer.
- Песня «Jonestown» группы The Acacia Strain, вышедшая в 2010 году в альбоме Wormwood.
- Песня «Koolaid» группы Accept, вышедшая в 2017 году в альбоме The Rise of Chaos.
- Песня «Jonestown (Interlude)» исполнителя Post Malone, вышедшая в 2018 году в альбоме Beerbongs & Bentleys.
- Песня «Jim Jones» группы SKYND, вышедшая в 2019 году в альбоме Chapter ll.
- Группа The Brian Jonestown Massacre назвалась так, скрестив имя Брайана Джонса из The Rolling Stones и Jonestown Massacre.
- Песня «Kidnapping An Heiress», группы Black Box Recorder[англ.].